# Kotorydz
Kotorydz – wieś sołecka w Polsce położona w województwie mazowieckim, w powiecie piaseczyńskim, w gminie Tarczyn.
Około 500 ludzi.
We wsi przy ulicy Piaseczyńskiej znajduje się jeden z dwóch w Polsce zakładów firmy "Zielona Budka sp. z o.o.". 
Wieś duchowna Kotorydz położona była w drugiej połowie XVI wieku w powiecie tarczyńskim ziemi warszawskiej województwa mazowieckiego. W latach 1975–1998 miejscowość administracyjnie należała do województwa warszawskiego.